# Pournoy-la-Grasse
Pournoy-la-Grasse è un comune francese di 717 abitanti situato nel dipartimento della Mosella nella regione del Grand Est.

## Storia

### Simboli
Lo stemma di Pournoy-la-Grasse è stato adottato con decreto prefettizio del 9 febbraio 1948.
Gli scaglioni, simbolo della regione del Saulnois, ricordano che Pournoy faceva parte del gau di Metz. Le prugne (in francese prunes) fanno riferimento al nome latino del paese (Pruniaccum).

## Società

### Evoluzione demografica
Abitanti censiti